# Popillia kerkhofi
Popillia kerkhofi är en skalbaggsart som beskrevs av Limbourg 2008. Popillia kerkhofi ingår i släktet Popillia och familjen Rutelidae. Inga underarter finns listade i Catalogue of Life.